# Kantubek
Kantubek (rusky Кантубек) bylo město v Uzbekistánu na ostrově Vozrožděnija na Aralském jezeře. Město je sice stále uváděno na mapách, ale v současnosti je neobydlené a pomalu se rozpadá.
V minulosti měl Kantubek přibližně 1500 obyvatel a v dobách Sovětského svazu zde byly laboratoře pro výzkum biologických zbraní. Již v 30. letech 20. století zde byly prováděny pokusy na opicích.
Město bylo opuštěno v roce 1991 a v roce 2002 zde proběhla dekontaminační akce, která měla za úkol neutralizovat zbytky špatně uskladněných biologicky nebezpečných látek. Expedice pod vedením Briana Hayese z amerického ministerstva obrany zde zlikvidovala 100–200 tun antraxu.